# Limonia trivittata
Limonia trivittata là một loài ruồi trong họ Limoniidae. Chúng phân bố ở miền Cổ bắc.